# Piper protracticuspidatum
Piper protracticuspidatum är en pepparväxtart som beskrevs av Trel. & Yunck.. Piper protracticuspidatum ingår i släktet Piper och familjen pepparväxter. Inga underarter finns listade i Catalogue of Life.